# Інтитуляція
Інтитуляція (з лат. intitulatio — титулування, титулую) — частина початкового протоколу у формулярі, де зазначено особу, від якої походить документ; один з головних і обов'язкових елементів будь-якого юридичного листа чи історичного формуляра, грамоти тощо.
Інтитуляція за своїм змістом становить групу підмета, а за формою — трафаретні штампи, які є самоделараціями осіб, від імені яких написані ці документи.

## Типи інтитуляції
Виділяють декілька типів інтитуляції, які:
- складаються з особового займенника в першій особі однини «Я» і вказання особи, від якої написано документ;
- складаються з займенника «Ми» як атрибуту величності;
- характеризуються повноб відсутністю займенникових компонентів;
- характеризуються вживанням непрямих відмінків, які вказують на те, від кого написано документ.

Обов'язковим компонентом таких формул інтитуляцій є наявність прийменника «от (від)».
Наприклад, інтитуляція «Я, раб божий Иван Тихонович Волевач, обозний Войска Запорожского, обиватель чигринский» засвідчує ім'я, титул і місце проживання особи.